# Anatole France
Jacques Anatole François Thibault, que va signar les seves obres amb el pseudònim d'Anatole France, (París, 16 d'abril del 1844 — Saint-Cyr-sur-Loire, Turena, 12 d'octubre del 1924) fou un escriptor francès guardonat amb el Premi Nobel de Literatura l'any 1921.

## Biografia
Va néixer el 16 d'abril del 1844 a la ciutat de París. Fill d'un llibreter, va passar la major part de la seva vida al voltant dels llibres. La llibreria del seu pare fou anomenada Librairie de France, i d'aquesta Jacques Anatole François va prendre el seu pseudònim. France va estudiar al Collège Stanislaus i després de la graduació va ajudar el seu pare treballant en la llibreria. L'any 1876, va aconseguir esdevenir bibliotecari del Senat, i també membre de l'Académie française el 1896, ocupant el seient 38 que deixà vacant Ferdinand de Lesseps.
Anatole France va donar suport a Émile Zola en l'anomenat cas Dreyfus; l'endemà de la publicació del J'accuse...! va signar la petició que demanava la revisió del procés i retornà la seva Legió d'Honor quan aquesta li fou retirada a Zola. Així mateix, va participar en la fundació de la Lliga dels Drets humans. També es va comprometre en les causes de la separació de l'Església i l'estat i dels drets sindicals, entre d'altres.
Col·laborador del diari L'Humanité, va prendre partit l'any 1919 contra el tractat de Versalles, amb la realització d'un article titulat Contra una pau injusta, que va publicar aquest diari el 22 de juliol del 1919. Es va presentar a diputat en les eleccions legislatives del 1914, proper a la Secció Francesa de la Internacional Obrera (SFIO), futur Partit Socialista de França; va estar prop del Partit Comunista Francès, encara que més endavant es va mostrar crític amb aquest partit.
Va morir el 12 d'octubre del 1924 a la seva residència de Tours.

## Obra literària
Anatole France aconseguí la significació literària pública gràcies a l'edició l'any 1881 de Le crime de Sylvestre Bonnard, una reflexió sobre el segle xviii. La novel·la va ser elogiada per la seva prosa elegant i va guanyar un premi de l'Acadèmia francesa.
L'any 1921, fou guardonat amb el Premi Nobel de Literatura en reconeixement dels seus assoliments literaris brillants, caracteritzats com estan per una noblesa de l'estil, d'una condolença humana profunda, de la tolerància, i d'un temperament francès veritable " 

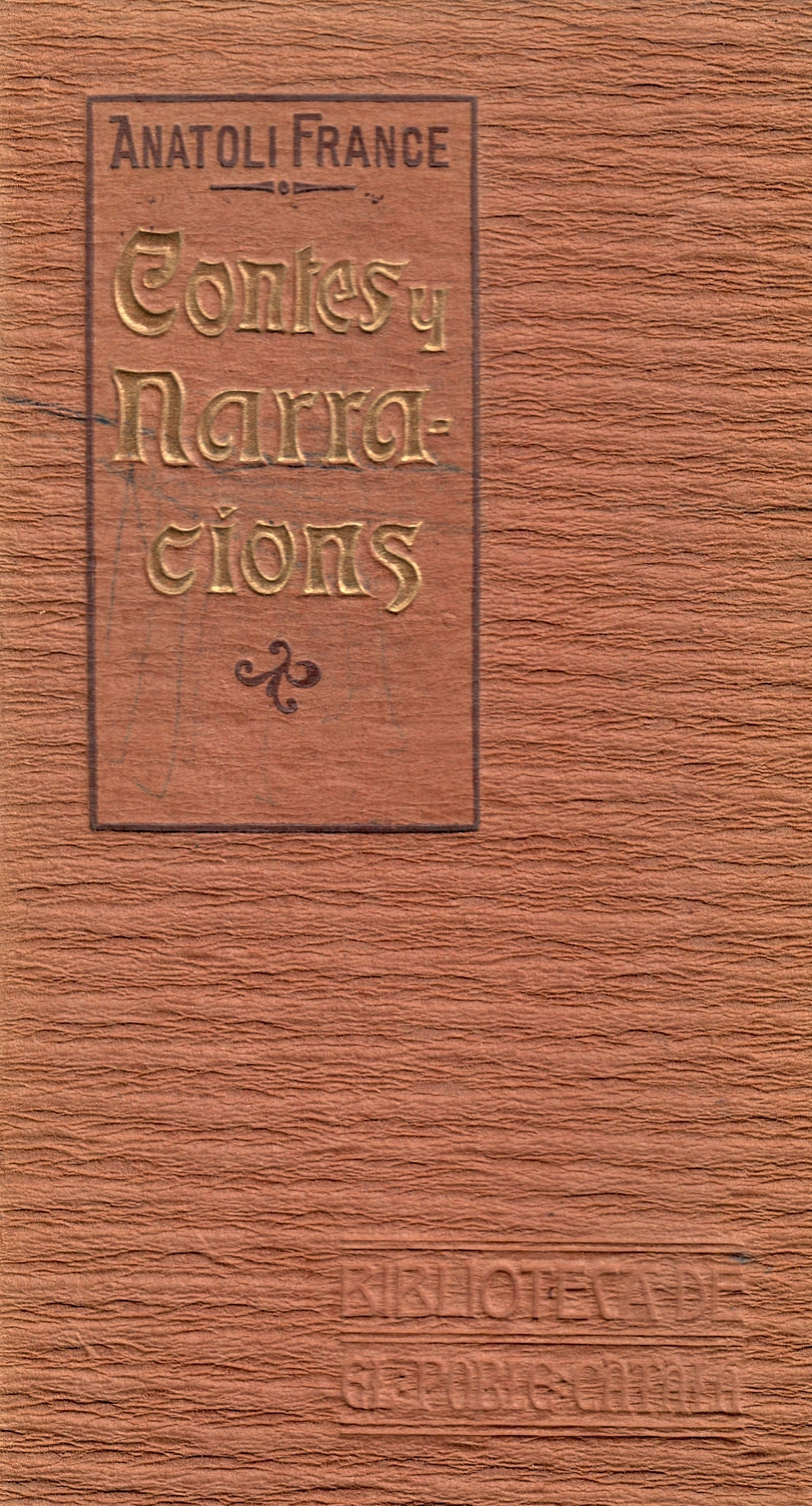
Contes i Narracions (vuit contes/narracions de L'Étui de nacre [any 1892], i dues narracions de Crainquebille, Putois, Riquet et plusieurs autres récits profitables [any 1904]) d'Anatole France. Traducció catalana publicada dins la col·lecció Biblioteca de El Poble Català a Barcelona l'any 1907

### Obres publicades
| Contes i Novel·les - 1879: Jocaste et le chat maigre - 1881: Le Crime de Sylvestre Bonnard. Traducció al català de Carles Soldevila, 1925 - 1882: Les Désirs de Jean Servien - 1884: «Les Autels de la peur» (Journal des débats, març). Traducció al català d'Anna María Corredor, 2006 - 1886: Nos enfants, scènes de la ville et des champs - 1886: «Le Manuscrit d'un médecin de village». Traducció al català de Manuel de Montoliu, 1907 - 1889: Balthazar - 1890: Thaïs - 1892: L'Étui de nacre, recull de contes - 1892: La Rôtisserie de la reine Pédauque - 1893: Les Opinions de Jérôme Coignard - 1894: Le Lys rouge - 1895: Le Jardin d'Épicure - 1895: Le Puits de Sainte Claire - 1897: L'Orme du mail - 1897: Le Mannequin d'osier - 1899: L'Anneau d'améthyste - 1900: Clio - 1901: Monsieur Bergeret à Paris - 1901: L'Affaire Crainquebille - 1902: Le Procurateur de Judée - 1903: Histoires comiques - 1905: Sur la pierre blanche - 1908: L'Île des Pingouins - 1908: Les Contes de Jacques Tournebroche - 1909: Les Sept Femmes de Barbe bleue et autres contes merveilleux - 1912: Les dieux ont soif - 1914: La Révolte des anges - 1920: Marguerite - 1920: Le Comte Morin | Poesies - 1870: La Mort d'un juste - 1873: Poèmes dorés - 1876: Les Noces corinthiennes, drama en vers Memòries - 1885: Le Livre de mon ami - 1899: Pierre Nozière - 1918: Le Petit Pierre - 1922: La Vie en fleur Teatre - 1898: Au petit bonheur - 1903: Crainquebille - 1908: La comédie de celui qui épousa une femme muette - 1928: Le Mannequin d'osier, comèdia Història - 1908: Vie de Jeanne d'Arc Crítica literària - 1869: Alfred de Vigny, estudi - 1888: Le château de Vaux-le-Vicomte - 1871: Le Parnasse contemporain - 1913: Le Génie latin, recull de prefacis - 1915: Sur la voie glorieuse Crítica Social - 1902: Opinions sociales - 1904: Le parti noir - 1906: Vers les temps meilleurs |

## Reconeixements

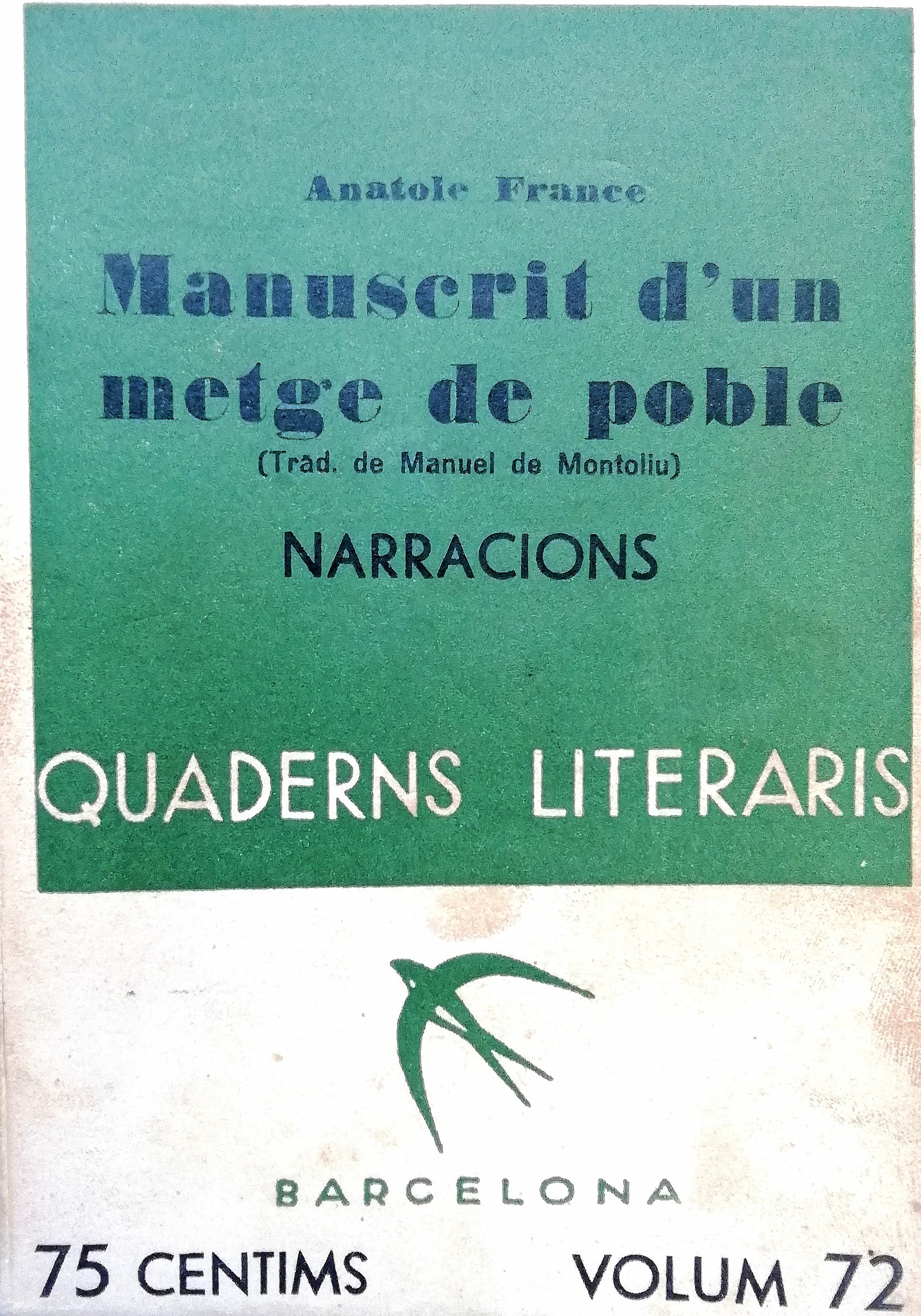
Manuscrit d’un metge de poble i altres narracions d'Anatole France, traduïdes al català i publicades a Barcelona l'any 1935 dins la col·lecció Quaderns Literaris

En honor seu s'anomenà l'asteroide (11166) Anatolefrance, descobert el 27 de febrer del 1998 per Eric Walter Elst.